# Julija Alejczanka
Julija Aleksandrowna Alejczanka (biał. Юлія Аляксандраўна Алейчанка, biał. (tar.) Ю́лія Алякса́ндраўна Але́йчанка; ur. 21 grudnia 1991 w Orszy, w obwodzie witebskim) – białoruska pisarka, krytyk literacki i tłumacz.

## Życiorys
Ukończyła studia na Wydziale Filologicznym Białoruskiego Uniwersytetu Państwowego w 2014 r., studia magisterskie w 2015 r. i studia doktoranckie w 2019 roku. Pracowała jako redaktorka gazety i narratorka kroniki filmowej Połymia. Jest także redaktorką naczelną magazynu Neman.
Pisze wiersze, opowieści, artykuły krytyczne i tłumaczenia. Jej wiersze zostały opublikowane w antologiach „Głosy Dniepru-60” w 2010 r. (biał. Дняпроўскія галасы-60), „Pierwiosnek” w 2017 r. (biał. Першацвет), a tłumaczenia w serii książkowej „Jasne znaki: poeci Chin” (biał. Светлыя знакі. Паэты Кітая). Jest autorką zbioru wierszy „Pod magicznym szkłem” (2017; biał. Пад чароўным шкельцам) oraz zbioru tłumaczeń „Wiatr we włosach” (2018; biał. Вецер у валасах). Jest laureatką międzynarodowego konkursu młodych pisarzy Першацвет (2016) oraz Narodowej Nagrody Literackiej (2018). Jej prace zostały przetłumaczone na język rosyjski, ukraiński, serbski, chiński, azerski i inne.